# حركة الإصلاح البروسية

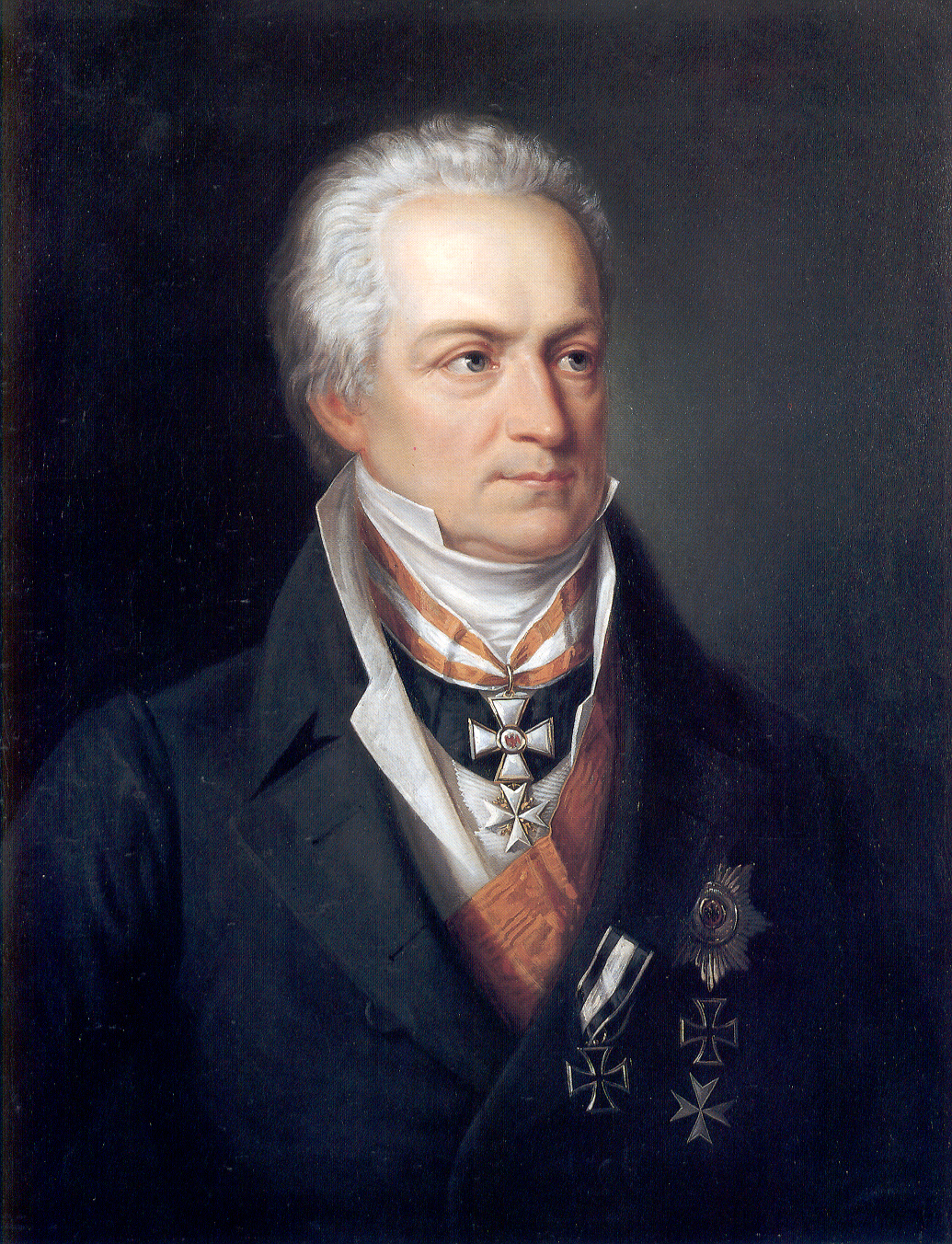
كارل هاردنبرغ

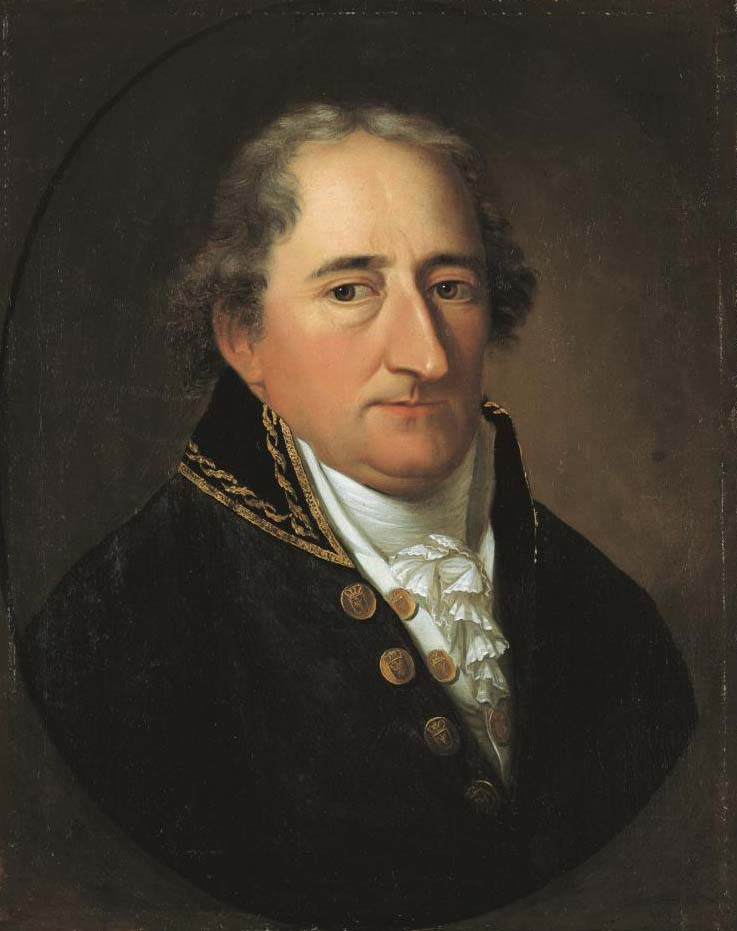
هاينريش فريدرش كارل فون شتاين

حركة الإصلاح البروسية (بالألمانية: Preußische Reformen)‏ سلسلة من الإصلاحات الدستورية والإدارية والاجتماعية والاقتصادية في مملكة بروسيا. تعرف في بعض الأحيان على أنها إصلاحات شتاين هاردنبيرغ نسبة إلى هاينريش فريدرش كارل فون شتاين والأمير كارل أوغست فون هاردنبيرغ المحرضين الرئيسيين له. يرى بعض المؤرخين القرن التاسع عشر مثل هاينريش فون ترايتشكه الإصلاحات كأولى الخطوات نحو توحيد ألمانيا وتأسيس الإمبراطورية الألمانية.
تُعد الإصلاحات البروسية رد فعل تجاه هزيمة البروسيين على يد نابليون الأول في معركة يينا-أويرشتيد عام 1806، ما أدى إلى إبرام معاهدة تيليست الثانية، والتي فقدت فيها بروسيا نحو نصف أراضيها واضطرت إلى دفع مبالغ جزية ضخمة لفرنسا. كانت بروسيا بحاجة لترشيد إدارتها لتسديد هذه المبالغ. برهنت هزيمة بروسيا وإخضاعها على ضعف نموذجها الملكي المطلق للدولة واستبعادها من القوى العظمى في أوروبا.
شرعت بروسيا بالإصلاحات منذ عام 1807 وما بعده لتصبح قوة عظمى مجددًا، استنادًا إلى أفكار التنوير وتماشيًا مع الإصلاحات في دول أوروبية أخرى. أدى ذلك إلى إعادة تنظيم حكومة بروسيا وإدارتها، وإلى إدخال تغييرات على أنظمة التجارة الزراعية، بما في ذلك إلغاء نظام القنانة والسماح للفلاحين بأن يصبحوا ملاك الأراضي. في مجال الصناعة، هدفت الإصلاحات إلى تشجيع المنافسة بالقضاء على احتكار النقابات. كانت الإدارة لا مركزية وجرى تقليص صلاحيات طبقة النبلاء. كان هناك إصلاحات عسكرية موازية بقيادة جيرهارد فون شارنهورست وأوغست نييدهاردت فون غنييسنو وهيرمان فون بويين، وإصلاحات تعليمية بقيادة فلهيلم فون همبولت. أوضح غنييسنو أن جميع هذه الإصلاحات هي جزء من برنامج واحد عندما ذكر أنه ينبغي على بروسيا وضع ركائزها في «الأولوية الثلاثية المتمثلة بالأسلحة والمعرفة والدستور».
يصعب الجزم بموعد انتهاء الإصلاحات –في مجالات الدستور والسياسة الداخلية بصورة خاصة، ومثّل عام 1819 نقطة تحول، حيث اكتسبت الاتجاهات الإصلاحية اليد العليا على الاتجاهات الدستورية. تباينت نجاحات الإصلاحات رغم أنها حدّثت بروسيا بلا شك، إذ كانت النتائج مخالفة لرغبات الإصلاحيين الأصلية. حررت الإصلاحات الزراعية بعض الفلاحين، إلا أن تحرير الأراضي حكم على العديد منهم بالفقر. شهدت طبقة النبلاء انخفاض امتيازاتها مع تعزيز وضعها الإجمالي.

## الأسباب والأهداف والمبادئ

### بروسيا في عام 1807

#### موقع بروسيا في أوروبا

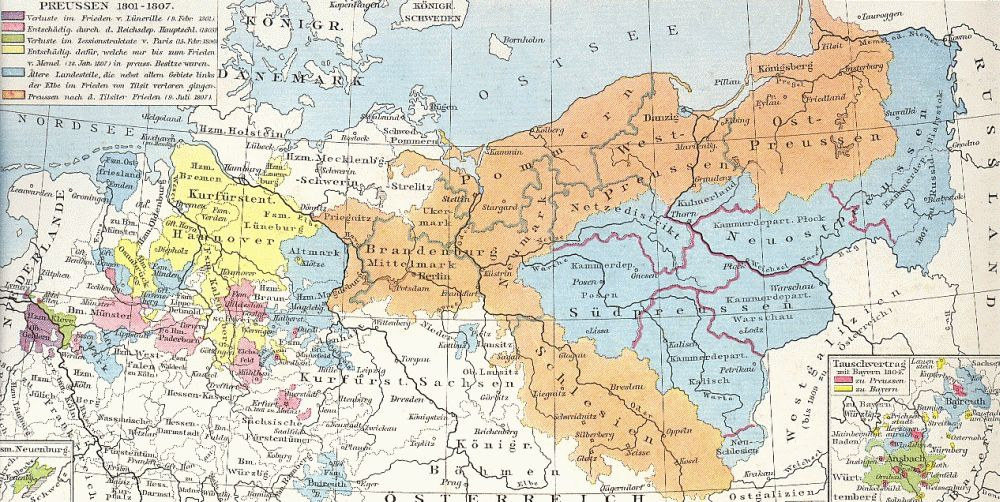
خريطة تظهر امتداد الأراضي البروسية بعد معاهدة تيليست (بالبرتقالي)

في عام 1803، غيرت الوساطة السياسية الألمانية خريطة ألمانيا السياسية والإدارية تغييرًا جذريًا. عززت عملية إعادة التنظيم النفوذ الفرنسي لصالح الدول متوسطة المستوى وبروسيا. في عام 1805، شُكل التحالف الثالث على أمل الحد من تقدم النفوذ الفرنسي في أوروبا، إلا أن جيوش التحالف هُزمت في معركة أوسترليتز في ديسمبر 1805. واصل نابليون، منتصرًا، العمل على تفكيك الإمبراطورية الرومانية المقدسة. في 12 يوليو 1806، فصل 16 ولاية من ألمانيا لتشكيل اتحاد الراين الخاضع للسيطرة الفرنسية. في 6 أغسطس من نفس العام، أُرغم فرانسيس الأول حاكم النمسا إلى التخلي عن لقب الإمبراطور، وتعيّن حل الامبراطورية.
وصل النفوذ الفرنسي إلى الحدود البروسية في الوقت الذي أدرك فيه فريدرش فيلهلم الثالث ملك بروسيا الحال. بتشجيع من المملكة المتحدة، أنهت بروسيا حيادها (المُطبق منذ عام 1795) وتبرأت من معاهدة بازل عام 1795، وانضمت إلى التحالف الرابع ودخلت الحرب ضد فرنسا. حشدت بروسيا قواتها في 9 أغسطس 1806 ولكنها هُزمت بعد شهرين في معركة يينا-أويرشتيد. كانت بروسيا على حافة الانهيار، وبعد ثلاثة أيام من الهزيمة أصدر فريدرش فيلهلم الثالث منشورات تناشد سكان عاصمته برلين المحافظة على هدوئهم. وبعد عشرة أيام، دخل نابليون برلين.
انتهت الحرب في 7 يوليو 1807 بإبرام معاهدة تيلسيت بين نابليون وألكسندر الأول إمبراطور روسيا. بعد يومين، وقّع نابليون على معاهدة تيلست الثانية مع بروسيا، وأزال نصف أراضيها وأرغم ملك بروسيا على الاعتراف بسيادة جيروم بونابرت على مملكة فستفالن حديثة العهد، والتي ألحقها نابليون بالأراضي البروسية غرب الإلبه. بلغ عدد سكان بروسيا 9 ملايين نسمة في عام 1805، وخسرت 4.55 مليون نسمة في المعاهدة. أُرغمت بروسيا على دفع 120 مليون فرنك لفرنسا كتعويضات حربية وتمويل قوة الاحتلال الفرنسية المكونة من 150 ألف جندي.

#### الوضع المالي
لم تكن الهزيمة المرة التي لحقت ببروسيا في عام 1806 نتيجة قرارات خاطئة وعبقرية نابليون العسكرية فحسب، بل كانت أيضًا انعكاسًا للبنية الداخلية الهزيلة لبروسيا. في القرن الثامن عشر، كانت الدولة البروسية مثال الحكم المطلق المستنير بالنسبة لبقية ألمانيا. أما في الغرب والجنوب، لم تتمكن أي دولة أو تحالف من التصدي لها. مع ذلك، توجهت البلاد نحو الإصلاح في عهد فريدرش الثاني ملك بروسيا، بدءًا بإلغاء التعذيب في عام 1740.

أكد جوزيف روفان على استناد الإصلاحات الاقتصادية التي شهدتها البلاد في النصف الثاني من القرن الثامن عشر إلى المنطق القائم على الإتجارية. بالإضافة إلى توجب السماح لبروسيا بدرجة معينة من الاكتفاء الذاتي ومنحها فوائض كافية للتصدير.
اقتضت مصلحة الدولة بالإبقاء على رعاياها في صحة وتغذية جيدتين، وأن الزراعة والتصنيع ساهمتا في استقلالية البلاد عن الدول الأجنبية، في حين سمحت بجمع الأموال عن طريق تصدير الفوائض.
تعيّن على التنمية الاقتصادية تمويل الجيش ودعمه. وجرى تطوير بنية بروسيا التحتية بإنشاء القنوات المائية والطرق والمصانع. جرى إعادة بناء الطرق التي تربط مناطقها النائية بمركزها، واستصلاح أنهار أودر وفارتا ونوتيتش وزراعتها، وتطوير قطاع زراعة التفاح.
مع ذلك، بقيت الصناعة محدودة للغاية، وخاضعة لسيطرة شديدة من جانب الدولة. اتسمت الصناعات المُنظمة ضمن نقابات احتكارية والقوانين المالية والجمركية بالتعقيد وعدم الفعالية. بعد هزيمة عام 1806، تعرض اقتصاد بروسيا لضغوط ناجمة عن تمويل قوة الاحتلال وتعويضات الحرب. وكما حدث في القرن الثامن عشر، هدفت إصلاحات أوائل القرن التاسع عشر إلى وضع هوامش الموازنة، ولا سيما في الجهود المبذولة في سبيل التنمية الاقتصادية.